# Gretchen Bleiler
Gretchen Elisabeth Bleiler (Toledo, 10 aprile 1981) è una snowboarder statunitense.

## Palmarès

### Olimpiadi
- Argento a Torino 2006 nell'halfpipe.

### Winter X Games
- Oro a Aspen 2003 nel superpipe.
- Oro a Aspen 2005 nel superpipe.
- Oro a Aspen 2008 nel superpipe.
- Oro a Aspen 2010 nel superpipe.
- Argento a Aspen 2007 nel superpipe.

### Winter Dew Tour
- Oro a Breckenridge 2008 nel superpipe.
- Oro a Mt. Snow 2009 nel superpipe.

### New Zealand Winter Games
- Bronzo a Cardrona 2013 nell'halfpipe.